# Lucrezia Buti
Lucrezia Buti (Florencia,1433 - siglo XVI) fue una monja italiana y más tarde, amante del pintor Filippo Lippi. Se cree que fue modelo para varias Madonnas del artista.

## Biografía
Hija de Francesco Buti y Catalina Ciacchi, se convirtió en monja en el monasterio dominico de Santa Margarita de Prato, donde, según Vasari, siendo novicia conoció al pintor fra Filippo Lippi, que en 1456 había recibido el encargo de pintar un cuadro para el altar mayor de las monjas. Lippi solicitó que la bella Lucrezia pudiera posar como modelo para la Virgen María. Durante las sesiones, Filippo se enamoró de ella y causó gran escándalo cuando la secuestró durante la procesión de la Faja de Santo Tomás y llevó a su cercana casa. A pesar de los intentos de hacerla regresar al convento, Butti permaneció en casa de Lippi y de su relación nació Filippino Lippi en 1457, y, en 1465, su hija Alessandra Lippi. Sólo a través de los esfuerzos de Cosme el Viejo, la pareja obtuvo una dispensa de sus votos por el papa Pío II para casarse, pero, según Vasari, Lippi rechazó unirse en matrimonio.
Lucrezia nunca quiso ser monja. Su padre le había enseñado todos los entresijos del comercio de la seda y se preparaba para ser una gran señora de un gran comerciante. Al final no fue ni lo uno ni lo otro. Se convirtió en la compañera incondicional de un gran pintor al que inspiró grandes obras maestras. El rostro de su amada Lucrezia aparece en La Madonna de la Cintola como testimonio de un amor que parecía imposible y terminó siendo eterno.
Los dos vivieron juntos en una casa en la plaza de la Catedral, cerca de donde él se dedicaba a la creación de los frescos en la capilla. El rostro de Lucrezia es idealizado en otras obras maestras, como varias Madonnas de los Uffizi o la Salomé del ciclo de la Vida de San Juan Bautista.
- Datos: Q932832
- Multimedia: Lucrezia Buti / Q932832